# Fram (Distrikt in Paraguay)
Fram, ein Distrikt im Departamento Itapúa von Paraguay, befindet sich etwa 46 km von Encarnación und etwa 22 km von Carmen del Paraná entfernt auf einer Höhe von 195 m. Er wird umgeben von den Nachbardistrikten Encarnación, Carmen del Paraná, General Artigas, San Pedro del Paraná und La Paz.
Fram wurde am 20. März 1927 von dem Norweger Peter Christophersen gegründet. Er kaufte 68.000 Hektar Land vom paraguayischen Staat um es abzuholzen. Der alte Name dieses Ortes war Apereá. Am 28. August 1956 wurde die Kolonie zum Distrikt erhoben.
Die Bevölkerung der Kolonie Fram bestand Anfang der 1960er Jahre überwiegend aus Russen, Polen und Tschechen. Heute setzt sie sich hauptsächlich aus Slawen, Deutschen, Japanern und Ukrainern zusammen, die überwiegend in der Landwirtschaft tätig sind.